# Murk Daniël Ozinga
Murk Daniël Ozinga (Pernis, 10 november 1902 - Utrecht, 21 mei 1968) was hoogleraar kunstgeschiedenis aan de Universiteit Utrecht, gespecialiseerd in de architectuurgeschiedenis. Zijn belangrijkste werk was De protestantsche kerkenbouw in Nederland: van Hervorming tot Franschen tijd uit 1929. Vanaf 1926 was hij actief bij het Rijksbureau voor de Monumentenzorg (later RCE). Hier leverde hij een belangrijke bijdrage aan de beschrijving van de 'Nederlandse Monumenten van Geschiedenis en Kunst'. In 1939 ontving hij de Dr. Wijnaendts Francken-prijs.
Ozinga's voorganger en de eerste hoogleraar architectuurgeschiedenis, George Charles Labouchere, was na de oorlog veroordeeld en gevangen gezet vanwege zijn collaboratie met het Duitse bewind. Het ministerie van onderwijs gaf aan Jan Gerrit van Gelder de opdracht om de kunsthistorische studie in Utrecht weer aanzien te geven. Hij zorgde ervoor dat Ozinga in 1947 werd benoemd tot buitengewoon hoogleraar aan het Kunsthistorisch Instituut. Ozinga's inaugurele rede luidde: Mythe en ratio in de verklaring der middeleeuwse architectuurgeschiedenis (1948). In 1958 werd hij bevorderd tot hoogleraar. In datzelfde jaar werd hij ook benoemd tot voorzitter van de Nederlandse Oudheidkundige Bond. 
In De Protestantsche kerkenbouw probeert Ozinga de vraag te beantwoorden of er in Nederland een specifieke protestantse architectuur heeft bestaan. Hij maakt een inventarisatie van de kerken die in Nederland ten tijde van de Republiek zijn gebouwd voor de protestantse eredienst.
Een aantal studiebezoeken aan de Nederlandse Antillen resulteerden in 1959 in zijn boek De monumenten van Curaçao in woord en beeld, en in 1961 in een proeve voor een monumentenlijst van Suriname.